# کارلوس پاوون
کارلوس پاوون (اسپانیایی: Carlos Pavón‎؛ زاده ۹ اکتبر ۱۹۷۳) یک بازیکن فوتبال اهل هندوراس است.

## تیم ملی
وی همچنین در تیم ملی فوتبال هندوراس بازی کرده است